# Dirk Müller (cyclisme)
Pour les articles homonymes, voir Dirk Müller et Müller.
Dirk Müller est un coureur cycliste allemand, né le 4 août 1973 à Bad Hersfeld.

## Palmarès sur route

### Par années
- 1991
  - 1re étape de la Vuelta al Besaya
  - 2e de la Vuelta al Besaya
- 1993
  - 2e étape du Tour de Bavière
- 1994
  - 3e de la Cinturón a Mallorca
- 1995
  - Tour de Saxe
- 1996
  - Tour du Sachsenring
  - Prologue du Tour de Basse-Saxe
  - 5e étape du Tour des régions italiennes
  - Erzgebirgsrundfahrt
  - 3e du Tour de Saxe
- 1997
  - Tour de la Hainleite
  - Prologue du Tour de Bavière
  - 3e du Söhnlein-Rheingold-Strassenpreis
- 1998
  - Prologue et 2e étape du Tour de Bavière
  - 6e étape du Tour de Saxe
  - 3e du Tour de Luxembourg
- 2000
  - 2e du Hel van het Mergelland
- 2006
  -  Champion d'Allemagne sur route
  - 2e du Grand Prix Jef Scherens
- 2008
  - Cinturón a Mallorca :
    - Classement général
    - 5e étape

  - Grand Prix de Sotchi :
    - Classement général
    - 1re et 3e étapes

  - 5e étape du Trophée Joaquim Agostinho
  - 2e du Prague-Karlovy Vary-Prague
  - 3e du Circuit des Ardennes
- 2009
  - Tour du Sachsenring
  - 2e de la Cinturón a Mallorca
  - 2e du Tour de Séoul
  - 2e du championnat d'Allemagne de la montagne
  - 3e des Cinq anneaux de Moscou
  - 3e du Tour de Saxe
- 2010
  - Pomerania Tour
  - Tour de Chine :
    - Classement général
    - Prologue et 5e étape

  - 2e du Tour de Münster
  - 2e du Mumbai Cyclothon
  - 2e du championnat d'Allemagne de la montagne
- 2011
  -  Champion d'Allemagne de la montagne
- 2012
  -  Champion d'Allemagne de la montagne
  - 3e du Tour de Taïwan
  - 3e des Cinq anneaux de Moscou

### Classements mondiaux
| Année            | 2006 | 2007  | 2008 | 2009 | 2010 | 2011 | 2012 | 2013 |
| ---------------- | ---- | ----- | ---- | ---- | ---- | ---- | ---- | ---- |
| UCI America Tour |      |       | 327e |      |      |      |      |      |
| UCI Asia Tour    |      |       |      | 285e | 11e  | 167e | 48e  | 239e |
| UCI Europe Tour  | 85e  | 1351e | 33e  | 88e  | 273e | 794e | 436e |      |